# Кругле (Борисовський район)
Кругле (біл. вёска Круглае) — село в складі Борисовського району Мінської області, Білорусь. Село підпорядковане Неманицькій сільській раді, розташоване в північно-східній частині області.